# 特定秘密保護相關法律
《特定秘密保護相關法律》（日语：／ Tokutei Himitsu no Hogo ni kansuru Hōritsu）俗稱秘密保護法、特定秘密法或秘密法等，是日本於2013年（平成25年）通過的一項法律，允許政府將國防和其他敏感信息指定為「特殊機密」（特定秘密），不得對大眾公開披露。該法由第二次安倍內閣提出，並於2013年10月25日在國家安全保障會議上得到批准。隨後提交至國會，並於同年12月6日獲得通過。該法於2013年12月13日頒布，一年後正式生效。

### 註腳
1. ↑  山田 & 2014-01-27.
2. ↑  渡辺, 笹川 & 2015-06-15.
3. ↑  朝日新聞 & 2013-12-10.
4. ↑  パブリックコメント3648 2016.
5. ↑  首相官邸 & 2013-10-25.
6. ↑  NHK & 2013-10-26.
7. ↑  共同通信 & 2013-10-25.
8. ↑  . nippon.com日本網. 2014-01-20  [2022-04-06]. （原始内容存档于2021-06-12） （中文（繁體））.
9. ↑  Kanpō (Official Gazette of Japan) Extra No. 272 (2013-12-13), p. 72

### 書目
- 三木由希子.  (PDF). 自治総研 (東京都: 地方自治総合研究所). 2015-04, 438: 1–26  [2016-06-06]. ISSN 0910-2744. （原始内容 (PDF)存档于2021-10-04）.

### 連結
- . NHKNews. 2013-12-10  [2014-01-03]. （原始内容存档于2013-10-29） （日语）.
- . NHK News. 2013-11-26  [2013-11-26]. （原始内容存档于2013-11-27） （日语）.
- . NHK News. 2013-12-06  [2014-01-03]. （原始内容存档于2013-12-09） （日语）.
- . 朝日新聞. 2013-10-25  [2014-01-03]. （原始内容存档于2014-04-20） （日语）.
- . 朝日新聞. 2013-12-10  [2015-12-10]. （原始内容存档于2015-06-30） （日语）.
- . 朝日新聞デジタル. 2016-03-30  [2016-04-01]. （原始内容存档于2016-04-12） （日语）.
- 碇建人; 柳瀬翔央.  (PDF). 2014-03-03  [2014-03-03]. （原始内容 (PDF)存档于2021-10-04） （日语）.
- . ガジェット通信. 2013-11-25  [2013-11-25]. （原始内容存档于2022-04-20） （日语）.
- : 72. 2013-12-13  [2013-12-13]. （原始内容 (PDF)存档于2013-12-13） （日语）.

（平成25年12月13日付官報号外第272号)
- .   [2016-06-05]. （原始内容存档于2013-12-02） （日语）.
- . 共同通信. 2013-10-29  [2013-10-25]. （原始内容存档于2013-10-29） （日语）.
- . 産経ニュース. 2016-03-30  [2016-04-01]. （原始内容存档于2016-04-05） （日语）.
- . 時事通信 (WSJ). 2010-11-05  [2010-11-07]. （原始内容存档于2016-01-06） （日语）.
- . 首相官邸. 2013-10-25  [2016-03-04]. （原始内容存档于2016-03-04） （日语）.
- . 日本新聞協会.   [2016-04-30]. （原始内容存档于2016-03-04） （日语）.
- . 赫芬頓郵報. 2013-12-13  [2013-12-27]. （原始内容存档于2016-01-06） （日语）.
- 山田肇. . 赫芬頓郵報. 2014-01-27  [2013-11-28]. （原始内容存档于2016-03-04） （日语）.
- .   [2016-06-06]. （原始内容 (PDF)存档于2013-09-12） （日语）.
- .   [2016-06-06]. （原始内容 (PDF)存档于2013-09-12） （日语）.
- . 毎日新聞. 2014-12-09  [2014-12-10]. （原始内容存档于2014-12-10） （日语）.
- 町村信孝. . 2013-09-02. （原始内容存档于2013-12-13） （日语）.
- . 読売新聞. 2010-11-05  [2010-11-06]. （原始内容存档于2010-11-07） （日语）.
- 渡辺哲哉; 笹川翔平. . 朝日新聞. 2015-06-15  [2015-06-16]. （原始内容存档于2016-01-01） （日语）.